# Confédération nationale du travail

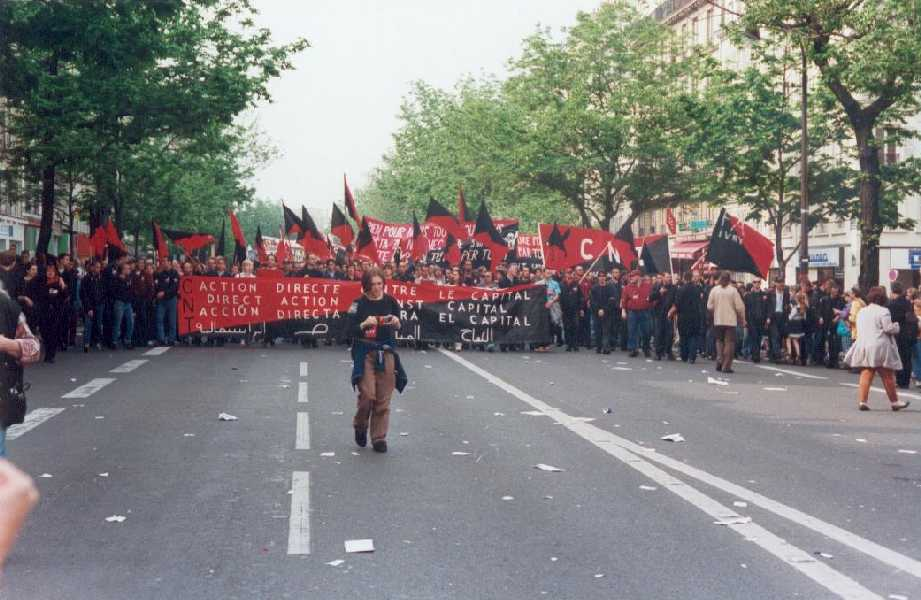
Manifestace CNT-AIT na Svátek práce

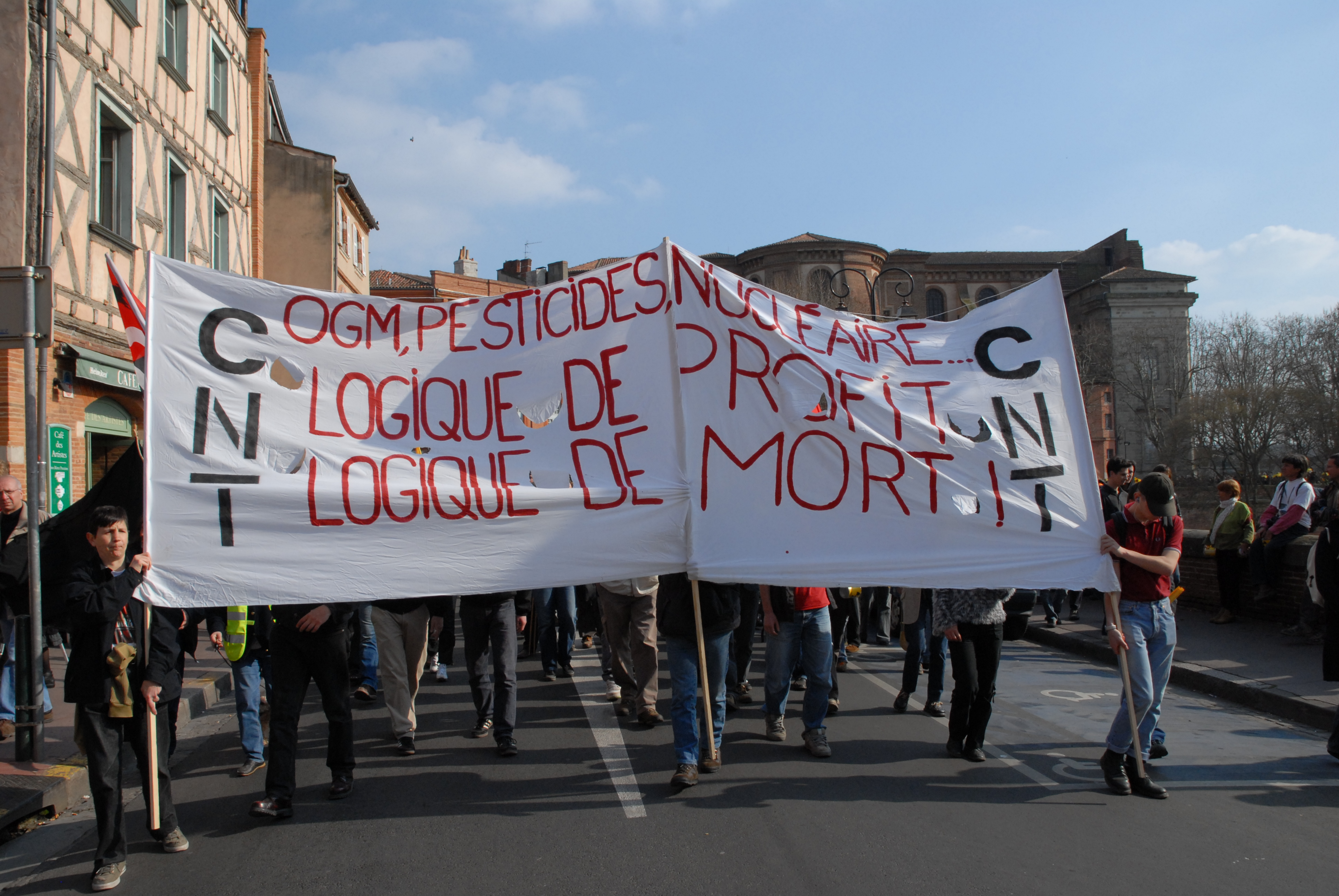
Aktivisté CNT během manifestace (2007)

Confédération nationale du travail (CNT), česky Národní konfederace práce, je název původně jednotného francouzského anarchosyndikalistického odborového svazu, který je ovšem dnes rozdělen na dvě organizace.
Francouzská CNT byla založena roku 1946 v Paříži. Na jejím vzniku se podíleli aktivisté španělské CNT v exilu, bývalí členové odborového svazu CGT-SR a mladí aktivisté Všeobecné konfederace práce (CGT), kteří nesouhlasili s ovládnutím tohoto svazu komunistickou stranou.
Po období jistého rozvoje v poválečných letech následoval pokles členstva i významu, způsobený především vznikem odborového svazu Dělnická síla (FO), který se oddělil od CGT ze stejného důvodu jako někteří zakladatelé CNT, tj. odporem k dominanci komunistů v CGT.
Dnes je CNT rozdělena na dvě organizace: CNT-Vignoles a CNT-AIT.
CNT-Vignoles postupem času opustila od označení "anarchismus" a přihlásila se k "revolučnímu syndikalismu". Tato větev uznává účast v profesionálních volbách i spolupráci s ostatními odbory.
CNT-AIT je členem Mezinárodní asociace pracujících (francouzská zkratka AIT) a hlásí se ke komunismu rad.
V roce 2008 CNT měla mezi 3700 až 4200 členy.